# Філіпп І фон Гайнсберг
Філіпп І фон Гайнсберг (нім. Philipp I. von Heinsberg; бл. 1130 — 13 серпня 1191) — церковний і державний діяч Священної Римської імперії, 29-й архієпископ Кельна, 1-й герцог Вестфалії.

## Життєпис
Походив з саксонського шляхетського роду. Другий син Госвіна II фон Гайнсберг і Фалькенбург, й Адельгейди (доньки Фрідріха V фон Зоммершенбург, пфальцграфа Саксонії). Народився близько 1130 року. З дитинства призначений для церковної кар'єри. Навчався в школах при Кельнському і Реймському соборах. По поверненню до Кельна опинився у почті впливового архієпископа Райнальда фон Дасселя.
У 1156 році став деканом собору в Кельні. Водночас зумів відбити напад на свої володіння з боку Конрада фон Гогенштауфена, пфальцграфа Рейнського.
1165 року отримав посаду пробста собору в Льєжі. У 1166—1167 роках брав участь зі своїм загоном в італійському поході імператора Фрідріха I Гогенштауфена. По поверненню до Німеччини влітку 1167 роки став архієпископом Кельнським, архіканцлером Італії, та очолив канцелярію імператора. Невдовзі надав прихисток Моріцу та Крістіану Ольденбурзьким, яких вигнав з рідного графства саксонський герцог Генріх Вельф.
1168 року Філіпп фон Гайнсберг стає також архіканцлером Німеччини. В результаті став другою особою вдержаві після імператора. Того ж року виступив посередником між Генріхом II Плантагенетом, королем Англії, та Людовиком VII Капетингом, королем Франції. 1169 року своїм рішенням обозначив права кельнського бургграфа і фогта Кельна. Багато зробив для зміцнення феодальної влади архієпископа, купуючи замки у збіднілих лицарів та шляхти, а потім повертаючи їх як залежний феод. В результаті шляхта архієпископа втратила залежність від імператора. Натомість той з метою послаблення архієпископа надав економічні привілеї містам Аахен і Дуйсбург.
1176 року брав участь у битві під Леньяно, де імперське військо зазнало поразки. У 1177 році сприяв укладенню договору в Венеції між імператором і папою римським Олександром III. На дяку отримав володіння в Рейнській області. 1178 році по поверненню до Німеччини спробував відвоювати Ольденбурзьке графство у Генріха Вельфа, проте без успіху.
1179 року підтримав дії імператора Фрідріха I, спрямовані проти Генріха Вельфа, герцога Саксонії та Баварії. В результаті 1180 року отримав частину володінь останнього, ставши 1-м герцогом Вестфалії. Водночас вступив у конфлікт з містянами Кельна, що самовільно стали розширювати укріплення міста. за посередництва імператора було найдено згоду, за якою архієпископ Філіпп І фон Гайнсберг отримав 2 тис. марок в обмін на визнання факту збільшення укріплень.
В подальшому став проводити політику на недопущення посилення влади імператора. Водночас намагався стати провідним князем у західних землях Німеччини. 1184 року на гофтазі в Майнці вступив у конфлікт з Фрідріхом I щодо меж своїх володінь, маючи територіальний конфлікт з Фульдським монастирем та Бодуеном V де Ено, яких підтримував імператором. Тому у конфлікті останнього з папою римським Урбаном III в 1185 році Філіпп І фон Гайнсберг встав на бік Папського престолу в питання обрання архієпископа Тріра. Також надавав допомогу Генріху IV, графу Люксембургу, проти Бодуена V де Ено.
У 1187 році був призначений папським легатом і очолив коаліцію князів проти імператора, намагався укласти союз з Францією. Водночас відновив розширення стіни навколо Кельну для захисту від імперських військ. Після смерті папи римського наприкінці 1187 року зазнав поразки, й зрештою в березні 1188 року підкорився Фрідріхові I.
Після початку походу Фрідріха I в 1189 році в Третій хрестовий похід залишився в країні. 1190 року брав участь у залагодженню конфлікту між Генріхом Вельфом і імператором Генріхом VI Гогенштауфеном. Потім супроводжував останнього в італійському поході. Помер 1191 року під час облоги Неаполя від якоїсь епідемії, можливо чуми. Новим архієпископом став Бруно III фон Берг.